# Microsoft Teams
Microsoft Teams（マイクロソフト・チームズ）は、マイクロソフトがWindows、macOS、Linux、iOS及びAndroid向けに開発・提供するコラボレーションプラットフォームである。Microsoft 365アプリケーションの一部。
マイクロソフトはニューヨークでのイベントでMicrosoft Teamsを発表し、2017年3月14日に世界中でサービスを開始した 。社内のハッカソン中に作成され、マイクロソフトのコーポレート・バイスプレジデントであるブライアン・マクドナルドが主導している。

## 歴史
2016年3月4日のニュースによると、マイクロソフトはSlackに80億ドルを入札することを検討していたが、 ビル・ゲイツは買収に反対であり、代わりにSkype for Businessの改善に集中すべきだと述べた 。対して、アプリケーションとサービスのEVPである陸奇はSlackの買収を促進していた。2016年の後半に陸が辞任した後、マイクロソフトは2016年11月2日にSlackへの直接の競争相手としてTeamsを一般に発表した。
Slackはニューヨーク・タイムズでフルページの広告を掲載し、競合するサービスとして認めた。SlackはFortune 100の28社で使用されているが、 Vergeは、Microsoft Teamsが自社の既存のOffice 365サブスクリプションで同様の機能を追加コストなしで提供する場合、サービスの支払いについて質問すると書いている。ZDNetは、当時、Microsoft Teamsはサブスクリプション外のメンバーをプラットフォームに参加させていなかったため、両社は同一の顧客を獲得するために競合していたわけではなく、中小企業やフリーランサーは乗り換えようとは思わなかっただろうと発表した。その後、Microsoftはこの機能を追加した。Microsoft Teamsの発表に応えるように、SlackはGoogleのサービスとのサービス内統合を深めた。
2017年5月3日、マイクロソフトは、Office 365 Education（旧称Office 365 for Education）のMicrosoft ClassroomをMicrosoft Teamsに置き換えると発表し。2017年9月7日、ユーザーは「Skype for BusinessはMicrosoft Teamsになりました」というメッセージを認知し始めた。これは、マイクロソフトの年次会議である2017年9月25日のMicrosoft Igniteにおいて確かめられた。
2018年7月12日、マイクロソフトはMicrosoft Teamsの無料バージョンを発表した。これは、プラットフォームのほとんどの通信オプションを無料で提供する代わりに、同時に参加できるユーザー数と、チームファイルストレージ容量を制限したものだった。
2019年1月、マイクロソフトは、小売業者向けの異なるコンピューター間におけるMicrosoft Teamsの相互運用性を向上させるために、「Firstline Workers」を対象としたアップデートをリリースした。
2019年11月19日、マイクロソフトはMicrosoft Teamsのアクティブユーザー数が2000万人に到達したと発表した。7月は1300万人であったので、700万人増加したことになる。2020年、Wi-Fiまたは携帯電話のデータを介してスマートフォンやタブレットでプッシュツートークを使用する「Walkie Talkie」機能を発表した。これは、顧客と話したり、日常業務を行ったりする従業員向けに設計された機能である。
2020年3月19日、マイクロソフトは、新型コロナウイルス感染症の流行を受け、在宅ワークの必要性が高まったことで、Microsoft Teamsの利用者数が一日当たり4,400万人になったと発表した。
2023年3月27日、米マイクロソフトは、「Microsoft Teams」のデスクトップ版クライアントを「ゼロから再構築」したと発表。メモリ使用量を半減し、パフォーマンスは最大2倍になったとしている。
2025年5月5日、Skypeを吸収統合。

## 特徴

### チーム
チームは、管理者または所有者から送信された特定のURLまたは招待を介して参加できる。Teams for Educationを使用すると、管理者と教師は、クラス、専門学習コミュニティ（PLC）、スタッフメンバー、および全員のための特定のチームを設定できる。

### チャネル
チーム内で、メンバーはチャネルを設定することができる。チャネルとは、チームメンバーが電子メールやグループSMS（テキストメッセージ）を使用せずに通信できるようにする会話のトピックである。ユーザーは、テキスト、画像、 GIF 、カスタムメイドのミームを返信できる。
ダイレクトメッセージを使用すると、ユーザーは個人のグループではなく特定のユーザーにプライベートメッセージを送信できる。
コネクタは、チャンネルに情報を送信できるサードパーティのサービスである。コネクタには、MailChimp、Facebook Pages、Twitter、Bing Newsが含まれる。

### 通話
- インスタントメッセージング
- Voice over IP （VoIP）
- クライアントソフトウェア内のビデオ会議

チームは公衆交換電話網 （PSTN）会議をサポートしており、ユーザーはクライアントから電話番号に電話をかけることができる。

### 会議
会議のスケジュールやアドホックな作成が可能で、チャンネルを訪れたユーザーは現在会議が進行中であることを確認することができる。Microsoft TeamsにはMicrosoft Outlook用のプラグインもあり、他のユーザーをMicrosoft Teamsの会議に招待することができる。